# Pęcherzew (gmina)
Pęcherzew – dawna gmina wiejska istniejąca do 1937 roku w woj. łódzkim (II Rzeczpospolita). Nazwa gminy pochodzi od wsi Pęcherzew, lecz siedzibą władz gminy były Żuki.
W okresie międzywojennym gmina Pęcherzew należała do powiatu tureckiego w woj. łódzkim. Gminę zniesiono 1 października 1937 roku w związku z reformą gminną przeprowadzoną na terenie powiatu tureckiego w 1937 roku, polegającą na zniesieniu 16 gmin wiejskich, a w ich miejsce utworzeniu 7 nowych. Obszar zniesionej gminy Pęcherzew wszedł w skład nowych gmin Dziadowice i Przykona. Część obszaru przyłączono także do gminy Kowale Pańskie.